# Naklo (Gorenjska)
Naklo (Duits: Naklas) is een gemeente in de Sloveense regio Gorenjska en telt 4899 inwoners (2002).

## Plaatsen in de gemeente
Bistrica, Cegelnica, Gobovce, Malo Naklo, Naklo, Okroglo, Podbrezje, Polica, Spodnje Duplje, Strahinj, Zadraga, Zgornje Duplje, Žeje

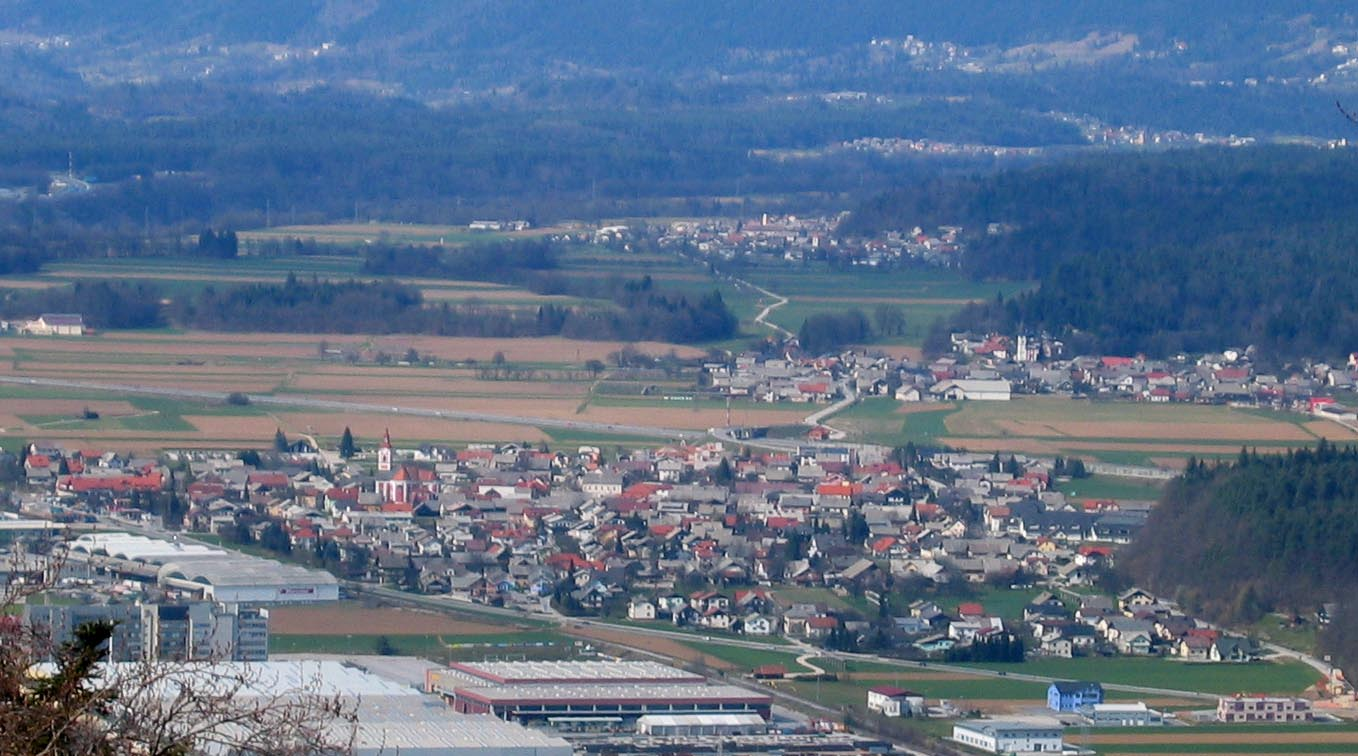
Zicht op de hoofdplaats Naklo

Bled · Bohinj · Cerklje na Gorenjskem · Gorenja vas-Poljane · Jesenice · Jezersko · Kranj · Kranjska Gora · Naklo · Preddvor · Radovljica · Šenčur · Škofja Loka · Tržič · Železniki · Žiri · Žirovnica
1. ↑  "Prebivalstvo po starosti in spolu, občine, Slovenija, polletno". Statistični urad Republike Slovenije. Geraadpleegd op 18 april 2021.